# 高山瓦韦
高山瓦韦（学名：Lepisorus eilophyllus）为水龙骨科瓦韦属下的一个种。

## 扩展阅读
- 維基物種上的相關：高山瓦韦